# Archángelos (Imathie)
Pour les articles homonymes, voir Archangelos.
Archángelos, en grec moderne : Αγγελοχώρι, est un village du dème de Náoussa, district régional d'Imathie, en Macédoine-Centrale, Grèce.
Selon le recensement de 2011, la population du village compte 1 701 habitants.